# Епархия Восточной Пенсильвании
Епа́рхия Филадельфии и Восто́чной Пенсильва́нии (англ. Diocese of Philadelphia and Eastern Pennsylvania) — епархия Православной церкви в Америке на территории штатов Пенсильвания и Делавэр с центром в городе Филадельфия.

## История
Филадельфийская епархия образована в 1935 году в составе обособившейся русской «Северо-Американской митрополии» как национальная епархия для карпатороссов (русинов). После ухода епископа Адама (Филиповского) в Московский патриархат епархия была упразднена.
С 1947 году возрождена вновь уже как территориальная и с тех пор она существовала в составе Северо-Американской митрополии, а затем — наследовавшей ей Православной Церкви в Америке.

## Епископы
- Адам (Филипповский) (1935—1944)
- Никон (де Греве) (19 сентября 1947 — 7 мая 1952)
- Димитрий (Маган) (1956 — 1964)
- Киприан (Борисевич) (1964 — 14 декабря 1980)
- Герман (Свайко) (17 марта 1981 — 27 мая 2005) с 22 июля 2002 года — в/у
- Тихон (Моллард) (14 февраля 2004 — 13 ноября 2012) до 29 октября 2005 года — в/у, еп. Южно-Ханаанский
- Мелхиседек (Плеска) (13 ноября 2012 — 18 марта 2014) в/у, еп. Питтсбургский
- Марк (Мэймон) (с 18 марта 2014)

## Благочинные округа
- Фрэквильский (Frackville)
- Филадельфийский
- Вилкс-Бэррийский